# Тетродный транзистор
Тетродный транзистор — любой транзистор, имеющий четыре активных вывода.

## Ранние тетродные транзисторы
Существовало два типа тетродных транзисторов, разработанных в начале 1950-х годов в процессе усовершенствования точечно-контактных транзисторов и более поздних транзисторов с выращенным переходом и транзисторов со сплавными контактами. Оба имели гораздо более высокие частотные характеристики, чем более ранние транзисторы, за счет снижения коллекторной емкости.
- Точечный транзистор с двумя эмиттерами. Он устарел в середине 1950-х годов.
- Транзистор с модифицированными выращенными p-n переходами или транзистор со сплавными p-n переходами, имеющий два соединения на противоположных концах базы[1][2]. Достигаются высокие частотные характеристики за счет уменьшения коллекторной емкости. Он устарел в начале 1960-х годов с появлением диффузионных транзисторов.

## Современные тетродные транзисторы
- Двухэмиттерный транзистор, используемый в двух-входных транзисторно-транзисторных логических элементах.
- Двухколлекторный транзистор, используемый в двух-выходных интегрированных инжекционных логических элементах.
- Планарный кремниевый биполярный транзистор с диффузионым переходом[3], используется в некоторых интегральных схемах. Этот транзистор, кроме трех электродов, эмиттерного, базового и коллекторного, имеет четвертый электрод или сетку из проводящего материала, размещенную вблизи перехода эмиттер-база, от которого он изолирован слоем кремнезема.
- Полевые тетроды.

## Внешние ссылки
- Some application aspects of the tetrode transistors PDF (point contact)
- TRANSISTOR MUSEUM Historic Transistor Photo Gallery WESTERN ELECTRIC 3N22 (grown junction)
- The Tetrode Power Transistor PDF (alloy junction)